# OK Soda
OK Soda was een frisdrank die werd ontwikkeld door de Coca-Cola Company in 1994 en die op agressieve wijze werd geadverteerd door zich te richten op mensen uit de zogenaamde Generation X. Zo bevatte de advertentiecampagne ongebruikelijke tactieken als het bewust naar buiten brengen van negatieve publiciteit. OK Soda werd nauwelijks verkocht in de aanvankelijke testgebieden. In 1995 werd de productie dan ook alweer gestopt, nog voordat de fase van landelijke distributie was aangebroken. De slogan van OK Soda was "Things are going to be OK."
In niet één testgebied kwam het marktaandeel van OK Soda boven de 3 procent. Nadat de productie en distributie waren beëindigd, ontstond vooral via het internet een cult-hype.
Een hardnekkig broodje-aapverhaal was destijds dat OK Soda werd gemaakt van alles wat overbleef bij de productie van Coca-Cola en andere frisdranken uit dezelfde fabriek.
Fans van OK Soda hebben veel pogingen ondernomen om de smaak van OK Soda zelf te creëren. Hoewel de oorspronkelijke receptuur altijd onbekend is gebleven, zegt men de smaak goed te kunnen benaderen met de volgende ingrediënten:
- ¼ sinas
- ¾ Coca-Cola met nog weinig prik
- een druppel Dr Pepper of eventueel Sprite